# (11406) Ucciocontin
(11406) Ucciocontin (1999 CY14) – planetoida z pasa głównego asteroid okrążająca Słońce w ciągu 4,62 lat w średniej odległości 2,77 j.a. Odkryta 15 lutego 1999 roku.